# Heterocharax virgulatus
Heterocharax virgulatus är en fiskart som beskrevs av Toledo-piza 2000. Heterocharax virgulatus ingår i släktet Heterocharax och familjen Characidae. Inga underarter finns listade i Catalogue of Life.